# Opteron
Opteron és el nom d'una gamma de processadors fabricats per la companyia Advanced Micro Devices destinats a servidors d'alta capacitat de càlcul i a estacions de treball d'ús intensiu.
Els primers Opteron, basats en arquitectura K8, eren processadors d'un únic nucli, dissenyats per ser muntats en plaques base per a servidors de fins a 8 processadors. Van ser els primers processadors del mercat en incorporar l'arquitectura x86-64, que s'ha convertit en un estàndard per als processadors actuals orientats a PC.
La segona generació d'Opterons, també basats en K8, eren de doble nucli, i podien arribar a 2x8 = 16 processadors per placa.
La tercera generació d'Opterons, anomenats core Barcelona, estan basats en arquitectura K10, són de quàdruple nucli i incorporen 2Mb de memòria Cache de nivell 3, compartida entre els quatre processadors. Els Opteron K10 incorporen un nou conjunt d'instruccions, anomenat SS4a i es permeten fins a 4x8=32 processadors.
Les properes generacions incorporaran noves revisions de l'arquitectura i ampliaran la memòria cache L3 fins a 12Mb.